# Deep Fusion
Deep Fusion is een vorm van digitale beeldbewerking ontwikkeld door Apple Inc. De techniek is een vorm van computationele fotografie waarbij algoritmes ervoor zorgen dat er een zo mooi mogelijke foto wordt gemaakt. Hierbij wordt gebruikgemaakt van de beeldsignaalprocessor (image processing sensor, IPS) in een camera, een speciale chip die de beelden die met behulp van de sensor(s) en lenzen zijn vastgelegd nader analyseert. Deze processor laat een reeks wiskundige berekeningen hierop los, om zo een afbeelding te genereren die met enkel optische middelen niet mogelijk geweest zou zijn.
Deep Fusion gaat een stap verder, wat computationele fotografie betreft. Zo worden de berekeningen niet enkel meer door de beeldprocessor uitgevoerd, maar wordt ook een deel van de berekeningen uitgevoerd door de neurale engine. Door deze neurale processor (Neural Processing Unit, NPU) komt er nog meer rekenkracht aan te pas. Bij het nemen van een foto worden er meerdere opnames gemaakt die met behulp van Deep Fusion worden geanalyseerd. Dit gebeurt pixel voor pixel, waarbij de best mogelijke balans wordt gezocht tussen kleuren, details, witbalans, textuur en ruis.

## Beschikbaarheid
Deep Fusion is aanwezig vanaf iOS 13.2, dat sinds 28 oktober 2019 te downloaden is.
Om Deep Fusion te kunnen gebruiken heeft men een iPhone nodig die over minimaal een Apple A13 Bionic-processor beschikt, dit zijn de:
- iPhone 11
- iPhone 11 Pro
- iPhone 11 Pro Max